# Saison 2 de Brothers and Sisters
Chronologie
Saison 1 Saison 3
Cet article présente la liste des épisodes de la deuxième saison de la série télévisée américaine Brothers and Sisters.
À la suite du déclenchement de la grève de la Writers Guild of America survenue entre novembre 2007 et février 2008, la saison a été écourtée à seize épisodes.

## Distribution de la saison

### Acteurs principaux
- Dave Annable (V.F.: Pascal Nowak) : Justin Walker
- Maxwell Perry Cotton (V.F.: Leopold Szapatura) : Cooper Whedon
- Kerris Lilla Dorsey (V.F.: Lisa Caruso) : Paige Whedon
- Sally Field (V.F.: Monique Thierry) : Nora Walker
- Calista Flockhart (V.F.: Natacha Muller) : Kitty Walker
- Balthazar Getty (V.F.: Patrick Borg) : Tommy Walker
- Rachel Griffiths (V.F.: Anne Massoteau) : Sarah Walker
- Rob Lowe (V.F.: Bruno Choel) : Robert McCallister
- Sarah Jane Morris (V.F.: Stéphanie Lafforgue) : Julia Walker
- Matthew Rhys (V.F.: Mathias Kozlowski) : Kevin Walker
- Ron Rifkin (V.F.: Max André) : Saul Holden
- Emily VanCamp (V.F.: Chantal Macé) : Rebecca Harper
- Patricia Wettig (V.F.: Véronique Augereau) : Holly Harper

### Acteurs récurrents
- Luke Macfarlane (V.F.: Emmanuel Garijo) : Scotty Wandell
- Denis O'Hare : Travis March
- Ken Olin : David Caplan
- Emily Rose : Lena Branigan
- Justine Dorsey : Sophie McCallister
- Max Burkholder : Jack McCallister
- John Pyper-Ferguson : Joe Whedon
- Danny Glover : Isaac Marshall
- Chevy Chase : Stan Harris

## Épisodes

### Épisode 1:Dans l'attente
- États-Unis /  Canada : 30 septembre 2007 sur ABC / Global[1]
- France : 12 juin 2009
- Québec : 2 juin 2011[2]

- États-Unis : 13,26 millions de téléspectateurs (première diffusion)

- John Pyper-Ferguson (Joe Whedon)
- Eric Winter (Jason McCallister)
- Michael Nouri (Milo Peterman)
- Kimberly Atkinson (Amy)
- Amy Motta (Lexie)
- Joyce Brew (Monica)
- Bella Shaw (the reporter)
- Greta Sesheta (the store clerk)
- Emil Beheshti (the staffer)
- Mary Ann Jarou (the hostess)
- Dana Snyder (the office worker)

### Épisode 2:Tous pour un
- États-Unis : 7 octobre 2007
- France : 15 juin 2009
- Québec : 3 juin 2011

- États-Unis : 12,21 millions de téléspectateurs (première diffusion)

- John Pyper-Ferguson (Joe Whedon)
- Denis O'Hare (Travis March)
- Emily Rose (Lena Branigan)
- Tom McGowan (Luther Reeves)
- Tom Choi (the steward)
- Sonia Leslie (Private 1st Class Mandeville)
- Phill Lewis (Dr Peter Edwards)

### Épisode 3:Vieux Démons
- États-Unis : 14 octobre 2007
- France : 16 juin 2009
- Québec : 6 juin 2011

- États-Unis : 12,71 millions de téléspectateurs (première diffusion)

- Luke Macfarlane (Scotty Wandell)
- Marin Hinkle (Courtney McCallister)
- Denis O'Hare (Travis March)
- Emily Rose (Lena Branigan)
- Bill Smitrovich (Ben Ridge)
- Tess Harper (Beth Ridge)
- Jerry Lambert (Officer Phipps)
- Eileen Barnett (the judge)
- Shvona Lavette (the waitress)
- James Geralden (Principal Clark)

### Épisode 4:Week-end entre filles
- États-Unis : 21 octobre 2007
- France : 17 juin 2009
- Québec : 7 juin 2011

- États-Unis : 11,92 millions de téléspectateurs (première diffusion)

- Luke Macfarlane (Scotty Wandell)
- Emily Rose (Lena Branigan)
- Michael Nouri (Milo Peterman)
- Eamon Roche (Neil Burke)
- Shi Ne Nielson (the spa worker)
- Brandon Fobbs (Nick)
- Ryan Kyler Bailey (the hotel employee)
- Joseph Julian Soria (Garret Perez)
- Josh Stamberg (Cliff)
- Benjamin Patterson (le masseur)

### Épisode 5:Une bonne et une mauvaise
- États-Unis : 28 octobre 2007
- France : 18 juin 2009
- Québec : 8 juin 2011

- États-Unis : 12,75 millions de téléspectateurs (première diffusion)

- John Pyper-Ferguson (Joe Whedon)
- Denis O'Hare (Travis March)
- Emily Rose (Lena Branigan)
- Paul Cassell (Gary Morris)

### Épisode 6:Que faire?
- États-Unis : 4 novembre 2007
- France : 19 juin 2009
- Québec : 9 juin 2011

- États-Unis : 12,25 millions de téléspectateurs (première diffusion)

- John Pyper-Ferguson (Joe Whedon)
- Luke Macfarlane (Scotty Wandell)
- Emily Rose (Lena Branigan)
- Denis O'Hare (Travis March)
- Jordan Baker(Dr Sara Toni)
- Christine Lucas (the nurse)
- Danny Glover (Isaac Marshall)

### Épisode 7:36 heures
- États-Unis : 11 novembre 2007
- France : 22 juin 2009
- Québec : 10 juin 2011

- États-Unis : 12,53 millions de téléspectateurs (première diffusion)

- Emily Rose (Lena Branigan)
- Denis O'Hare (Travis March)
- Martha Boles (Melanie)
- Mark Daniel Cade (Dr James Kendall)
- Justine Dorsey (Sophie McCallister)
- Eric Gavika (the drug dealer)
- Ned Bellamy (Cutler Weeks)
- Jason Kim (Phil)

### Épisode 8:La Première Danse
- États-Unis : 25 novembre 2007
- France : 23 juin 2009
- Québec : 13 juin 2011

- États-Unis : 12,52 millions de téléspectateurs (première diffusion)

- Luke Macfarlane (Scotty Wandell)
- Emily Rose (Lena Branigan)
- Denis O'Hare (Travis March)
- Steven Weber (Graham Finch)
- Jordi Caballero (Mario)
- Yesenia Adame (Martena)
- Chevy Chase (Stan Harris)
- Linda Bisesti (the tailor)
- Lyle Lovett (lui-même)
- Karl Christina (le professeur de danse)

### Épisode 9:Le Mariage
- États-Unis : 2 décembre 2007
- France : 24 juin 2009
- Québec : 14 juin 2011

- États-Unis : 12,66 millions de téléspectateurs (première diffusion)

- Ken Olin (David Caplan)
- Danny Glover (Isaac Marshall)
- Luke Macfarlane (Scotty Wandell)
- Emily Rose (Lena Branigan)
- Denis O'Hare (Travis March)
- Garry Marshall (Major Jack Wiener)
- Chevy Chase (Stan Harris)
- Steven Anderson (the officiant)
- Justine Dorsey (Sophie McCallister)
- Max Burkholder (Jack McCallister)
- Alejandro Cardenas (the waiter)
- Cassius Willis (the agent)

### Épisode 10:Toute la vérité
- États-Unis : 13 janvier 2008
- France : 25 juin 2009
- Québec : 15 juin 2011

- États-Unis : 10,92 millions de téléspectateurs (première diffusion)

- Ken Olin (David Caplan)
- Danny Glover (Isaac Marshall)
- Luke Macfarlane (Scotty Wandell)
- Emily Rose (Lena Branigan)
- Denis O'Hare (Travis March)
- Steven Weber (Graham Finch)
- Anderson Goncalves (Private John Jimpson)
- Alan Toy (Trent)
- Al Coronel (Brad)
- Jim Jansen (Governor Clay Adamson)

### Épisode 11:Chassé-croisé
- États-Unis : 10 février 2008
- France : 26 juin 2009
- Québec : 16 juin 2011

- États-Unis : 8,63 millions de téléspectateurs (première diffusion)

- Danny Glover (Isaac Marshall)
- Luke Macfarlane (Scotty Wandell)
- Emily Rose (Lena Branigan)
- Denis O'Hare (Travis March)
- Steven Weber (Graham Finch)
- Eric Winter (Jason McCallister)
- Dana Lee (Simon Lao)
- Andy Mackenzie (Flatline Jack)
- Holly Maples (the moderator)
- Kevin Daniels (Sam)
- Tamara Gorski (Yvonne Kalo)
- Evelyn Reese (the elderly woman)

### Épisode 12:À nous le Michigan!
- États-Unis : 17 février 2008
- France : 2 février 2011
- Québec : 17 juin 2011

- États-Unis : 8,5 millions de téléspectateurs (première diffusion)

- Ken Olin (David Caplan)
- Danny Glover (Isaac Marshall)
- Luke Macfarlane (Scotty Wandell)
- Denis O'Hare (Travis March)
- Steven Weber (Graham Finch)
- Eric Winter (Jason McCallister)
- Nicholas Gonzalez (Mario)
- Parvesh Cheena (en) (Jordan)
- Mitch Silpa (Quinn)
- Adam Pilver (the messenger)
- Justine Dorsey (Sophie McCallister)
- Max Burkholder (Jack McCallister)
- Enrico Colantoni (Evan)
- Christopher Allport (Governor Michael Bryant)

### Épisode 13:Ne nous quitte pas
- États-Unis : 20 avril 2008
- France : 2 février 2011
- Québec : 20 juin 2011

- États-Unis : 10,5 millions de téléspectateurs (première diffusion)

- Ken Olin (David Caplan)
- Danny Glover (Isaac Marshall)
- Steven Weber (Graham Finch)
- Evie Peck (Gail)
- Bruno Oliver (the lab technician)

### Épisode 14:Mensonge et Trahisons
- États-Unis : 27 avril 2008
- France : 3 février 2011
- Québec : 21 juin 2011

- États-Unis : 11,55 millions de téléspectateurs (première diffusion)

- Luke Macfarlane (Scotty Wandell)
- Steven Weber (Graham Finch)
- Ken Olin (David Caplan)
- Ken Howard (Boyd Taylor)

### Épisode 15:Plus dure est la chute
- États-Unis : 4 mai 2008
- France : 3 février 2011
- Québec : 22 juin 2011

- États-Unis : 10,95 millions de téléspectateurs (première diffusion)

- Luke Macfarlane (Scotty Wandell)
- Justine Dorsey (Sophie McCallister)
- Max Burkholder (Jack McCallister)
- Matt Fletcher (the cashier)
- Tom Virtue (Dr Bob Feldman)
- Paula Rhodes (the B-movie victim)

### Épisode 16:La Bague au doigt
- États-Unis : 11 mai 2008
- France : 4 février 2011
- Québec : 23 juin 2011[2]

- États-Unis : 11,02 millions de téléspectateurs (première diffusion)

- Tom Skerritt (William Walker)
- Luke Macfarlane (Scotty Wandell)
- Michael Adler (Doug Manning)
- Michael O'Keefe (Mr. Wendell)
- Jayne Brook (Bertha Wendell)
- Parvesh Cheena (en) (Jordan)

### Épisode Spécial:Family Album
- États-Unis /  Canada : 23 septembre 2007 sur ABC / Global